# 西區 (廣島市)
西区（日语：／ Nishi ku */?）是廣島市的行政区之一，於1980年廣島市升格為政令指定都市的同時成立。

## 交通

### 鐵路
- 西日本旅客鐵道
  - 山陽本線：橫川車站 - 西廣島車站 - 新井口車站
  - 可部線：橫川車站 - 三瀧車站
- 廣島電鐵
  - 宮島線：廣電西廣島車站 - 東高須車站 - 高須車站 - 古江車站 - 草津車站 - 草津南車站 - 商工中心入口車站 - 井口車站 - 鈴峯女子大前車站
  - 本線：廣電西廣島車站 - 福島町車站 -　西觀音町車站 - 觀音町車站 - 天滿町車站
  - 橫川線：橫川車站 - 横川一丁目車站